# 万全县
万全县，中国旧县名，辖区在今河北省张家口市的主城区，即桥西区、万全区。

## 历史沿革
明代，为宣府镇下的万全右卫。清朝康熙三十二年（1693年），设宣化府，同年置万全县，隶之。万全县以万全右卫附近所属地域及张家口堡、膳房堡、新开口、新河口、洗马林五堡合置，县治万全城，下辖5堡、4乡、118个行政村。县境东北至东窑子、接龙门县界（今崇礼县境），东南至今关王庙、前屯、汛，接宣化县予堡墩、宁远站界，西至今平虏西台、接山西省天镇县界，西北至今镇河台、接张北县界，西南至今阳门堡、接怀安县柴沟堡界，南至今马连堡、接怀安县左卫界，北到今神威台、接张北县界。东西约65公里，南北约35公里。设二营：萬全、張家口。有副將。光绪七年（1881年），移多倫廳，惟有都司駐。万全县考评：衝，繁，難。
民国初年，宣化府废，万全县属直隶省口北道。1914年6月，北洋政府设察哈尔特别区。察哈尔都统公署侨治于万全县张家口。同月，万全县县治移至张家口堡子里。1928年9、10月间，察哈尔特别区改为察哈尔省:15，万全县正式改属察哈尔省:164。察哈尔省以万全县为首县，以万全县所辖张家口为省会。1931年，万全县下辖6区、105乡、45个乡级镇、170个行政村。1933年，县境东至东窑子，以东高山为界志与龙关县接壤，东南至十三里与宣化接壤，西至平虏台接山西天镇县界，南至头百户、西南至水濠洼村与怀安县接壤，北到野狐岭，西北至镇河台毗邻张北县界。东西约50公里，南北约40公里。
1937年7月，抗日战争全面爆发。8月，万全县及张家口沦陷。1939年，伪政权设立张家口特别市:14—15，万全县县治迁回万全城。原辖第六区（今张家口市区）及第二区所属之四杰屯、沈家庄、前屯堡、王家寨、东窑村划归张家口特别市。万全县下辖2镇（万全镇、洗马林镇）、5区（一区万全城，二区孔家庄、三区安家堡、四区洗马林、五区膳房堡）。1941年4月，万全县并入怀安县，称万安县。
1945年8月至1946年10月，中共政权占据张家口，仍设张家口市。同时，恢复万安县建制，以洋河为万全县和怀安县界。后，国军傅作义部占据张家口:15。1946年12月，国民政府重新占领万安县后，设立万安县政府，治所在万全城。1947年6月，國民政府核准设置张家口市，为察哈尔省省会。中華民國內政部编撰于1947年的相关资料中，万全县人口20多万。县等级为二。县治在张家口。辖区面积为3525.12平方公里（存疑），占本省面积1.22%:163—164。
中华人民共和国建立后的1952年撤销察哈尔省。万全县等改归河北省，属张家口专区。1958年，并入怀安县。1961年底，恢复。后属张家口地区、张家口市。1983年7月1日，县治由万全城迁至孔家庄。2016年1月，撤县设区，改设万全区。政府驻地、辖区不变。

## 备注
1. ↑  原文字迹模糊，为“2？？,443”[4]:164。
2. ↑  相关资料[4]:164中，已析出的张家口市面积空白，万全县面积是否仍包括张家口市面积，不得而知。